# Liste der denkmalgeschützten Objekte in Rettenschöss
Die Liste der denkmalgeschützten Objekte in Rettenschöss enthält die 2 denkmalgeschützten, unbeweglichen Objekte der Gemeinde Rettenschöss.

## Denkmäler
| Foto |                 | Denkmal                                                                 | Standort                             | Beschreibung | Metadaten |
| ---- | --------------- | ----------------------------------------------------------------------- | ------------------------------------ | --- | --- |
| ja   | Datei hochladen | Antoniuskapelle HERIS-ID: 55827 Objekt-ID: 64689 TKK: 4116              | bei Dorf 66 Standort KG: Rettenschöß | Die Kapelle wurde 1739 gemeinsam mit dem ersten Schulhaus anstelle einer nach 1682 erbauten Andachtsstätte errichtet und diente ab 1744 als Einsiedelei. 1870/1875 wurde die Kapelle um eine Sakristei und einen Turm erweitert. Der Bau mit steilem schindelgedecktem Satteldach über profilierter Kehle und polygonalem Schluss weist mit Putzfaschen gegliederte Fassaden auf. Im Westen schließt der Sakristeianbau mit steilem Satteldach und Dachreiter an. An der Eingangsfassade befindet sich ein überdachtes Rundbogenportal mit Tuffsteinrahmung. Das Innere weist eine flache Wölbung mit Gurtbändern über abgekragten Lisenen auf. Der eingezogene Altarraum mit Stichkappen über Pilastern ist erhöht und mit einem schmiedeeisernen Gitter abgetrennt. Das Gewölbe schmückt ein barockes Fresko Maria vom Guten Rat. | BDA-Hist.: Q38068160 Status: § 2a Stand der BDA-Liste: 2025-06-30 Name: Antoniuskapelle GstNr.: .68 Antoniuskapelle (Rettenschöss) |
| BW   | Datei hochladen | Alte Harlandalm HERIS-ID: 112452 Objekt-ID: 130645 TKK: 129397seit 2015 | Standort KG: Rettenschöß             | Die Almhütte am Südhang des Wandberges ist ein Wohn-Stall-Haus mit Mittelflurgrundriss und Satteldach in Mischbauweise, an der Firstpfette inschriftlich 1840 datiert und weitgehend unverändert erhalten. Im Erdgeschoß befinden sich der Wohnteil und zwei Querställe, im Obergeschoß eine Heulege. Das Gebäude ist teils in Bruchsteinmauerwerk, teils in Ständerbauweise mit senkrechter Bretterverschalung aufgeführt und giebelseitig von Süden über eine Pfostenstocktür erschlossen. An der Eingangsfassade ist ein Söller auf gemauerten Pfeilern vorgelagert. Die Heulege ist traufseitig von Osten über eine Rampe befahrbar. Im Inneren haben sich drei tonnengewölbte Lagerkeller und die ehemalige Sennküche mit Resten einer gemauerten Feuerstelle erhalten.                                                        | BDA-Hist.: Q37831033 Status: Bescheid Stand der BDA-Liste: 2025-06-30 Name: Alte Harlandalm GstNr.: .123                           |